# Héctor Suárez Gomís
Héctor Suárez Gomís (Ciudad de México, 6 de diciembre de 1968) es un actor, conductor y cantante mexicano. Anteriormente conocido como Héctor Suárez Jr. y Héctor Suárez.

## Biografía
Es hijo del actor y comediante mexicano Héctor Suárez y Pepita Gomís. Comenzó su carrera en el elenco de la obra Vaselina, la versión en español de la película Grease. Desde allí, fue contratado para un papel en la telenovela Principessa de Televisa. Cinco años después, lanzó su primer álbum musical para una telenovela, en la que desea copiar las canciones de su personaje. 
En 1991, participó en la versión de televisión para el cine Alcanzar una estrella, que luego participó en otras temporadas. Su fama alcanzó gracias al nuevo look, el de no tener cabello lo hizo ser la figura más cotizada y atractiva, solo conservar su bigote, en el programa Diseñador ambos sexos él interpreta a un egresado de la escuela de diseño de modas quien tiene que hacerse pasar por homosexual o gay para entrar a Corset Little Secret. Al lograr entrar, encuentra a Carolina, una excompañera de la Universidad quien conoce su verdadera orientación sexual y se molesta ya que él acapara su "puesto soñado". El programa transcurre con problemas entre estos 2 personajes que secretamente están enamorados uno del otro. Con respeto y promover la tolerancia a la diversidad sexual, en una parte de esta serie se filmó el casamiento de la pareja ideal interpretada por ambos actores protagonistas.
En mayo de 2022, el periodista Vicente Serrano acusó a Suárez Gomís de haberlo agredido físicamente. Este hecho fue condenado por la Comisión Nacional de Derechos Humanos. En septiembre de ese mismo año, una jueza determinó que el comediante incurrió en el delito de "daño en propiedad" al haberle roto unos lentes a Serrano, más no de haber realizado una agresión física. Gomís celebró este fallo.

## Filmografía

### Telenovelas
- Armas de mujer (2022) - Alberto[3]
- Amores que engañan (2022-2023) - Mario, ep: derecho a ser feliz / Atilio Sánchez[4][5]
- 100 días para enamorarnos (2020-2021) - Luis Casas[6][7]
- Betty en Nueva York (2019) - Hugo Lombardi
- Muy padres (2017-2018) - Ricardo Pérez-Valdés
- Por siempre mi amor (2013-2014) - Fernando Córdova/Javier Castillo de la Fuente
- El juramento (2008) - Esteban
- El Zorro: la espada y la rosa (2007) - Capitán Aníbal Pizarro
- Amor sin condiciones (2006) - Braulio
- Mirada de mujer: El regreso (2003) - Javier Miranda
- Carita de ángel (2000-2001) - Omar
- Locura de amor (2000) - Piloto de aviación
- Infierno en el paraíso (1999) - Ricardo Selma
- Preciosa (1998) - Lorenzo 'Pantera' Ortiz
- Salud, dinero y amor (1997-1998) - El Tacubayo
- El premio mayor (1995-1996) - Gabriel Robledo
- Sueño de amor (1993) - Poncho
- Alcanzar una estrella II (1991) - Pedro Lugo
- Alcanzar una estrella (1990) - Pedro Lugo
- Balada por un amor (1990)
- Mi segunda madre (1989) - Ramón
- Nuevo amanecer (1988) - Paco
- Principessa (1984)

### Programas
- Top Chef VIP (2022) - Concursante[8]
- Nueva vida (2013) - Ginecólogo
- Como dice el dicho (2013) - Federico
- La sobremesa (2009) - Conductor
- Tiempo final (2007) - El plomero
- Mi amor secreto (2006)
- El pelón de la noche (2004)
- Diseñador de ambos sexos (2001) - Juan Felipe Martínez "Jean Phillipe Martin"
- ¿Qué nos pasa? (1998)

### Cine
- César Chávez (2014)
- One Long Night (2007) - Félix
- El tesoro de Cleotilde (1994)
- La quebradita (1994) - Víctor
- Tres son peor que una (1992) - Enrique
- Más que alcanzar una estrella (1992) - Alejandro
- Federal de narcóticos, Federal Cobra (1991)
- Moon Spell (1987) - Pedro

### Teatro
- Los locos Suárez (2015)[9]
- Extraños en un tren (2015)[10]
- El Pelón en sus Tiempos de Cólera (2012-2015)[11]
- El crédito (2014)[12]
- Por el placer de volverte a ver (2011)[13]
- Gorda (2010)
- Posdata: Tu gato ha muerto (1984)

## Premios y nominaciones

### Premios TVyNovelas
| Año  | Categoría              | Telenovela            | Resultado |
| ---- | ---------------------- | --------------------- | --------- |
| 1998 | Mejor villano          | Salud, dinero y amor  | Ganador   |
| 1991 | Mejor actor de reparto | Alcanzar una estrella | Nominado  |

### Premios Eres
| Año  | Categoría             | Telenovela            | Resultado |
| ---- | --------------------- | --------------------- | --------- |
| 1991 | Mejor actor coestelar | Alcanzar una estrella | Nominado  |